# Palais Lubomirski
Le palais Lubomirski, en ukrainien : Палац Любомирських, est un bâtiment situé à Lviv, bâti en 1763 par Jan de Witte pour Stanisław Lubomirski (1704-1793).

## Bâtiment
Sa façade sur la Place du Marché est la plus caractéristique, le bâtiment fut élevé sur l’emplacement de plusieurs maisons dont celle du poète Szymon Szymonowic (en), la décoration extérieure, aigle, cuirasse, canon est là pour mettre en valeur la carrière militaire de la famille Lubomirski, il est inscrit au Registre national des monuments d'Ukraine. De 1771 à 1821, elle était la résidence des gouverneurs de Galicie autrichienne. En 1895 le mouvement de renaissance ukrainienne Prosvita occupait le palais et éditait là les journaux Dilo et Héraut public (Громадський вісник). C'est là que Iaroslav Stetsko proclamait la Déclaration d'indépendance de l'Ukraine (1941). Après avoir été un centre de la vie intellectuelle de la ville, il recevait Ivan Franko, Lessia Oukraïnka ou Vassyl Stefanyk et y fut entreposé, pendant l'époque soviétique, les fonds du Musée d'ethnographie et d'artisanat de Lviv dont il est toujours une partie .

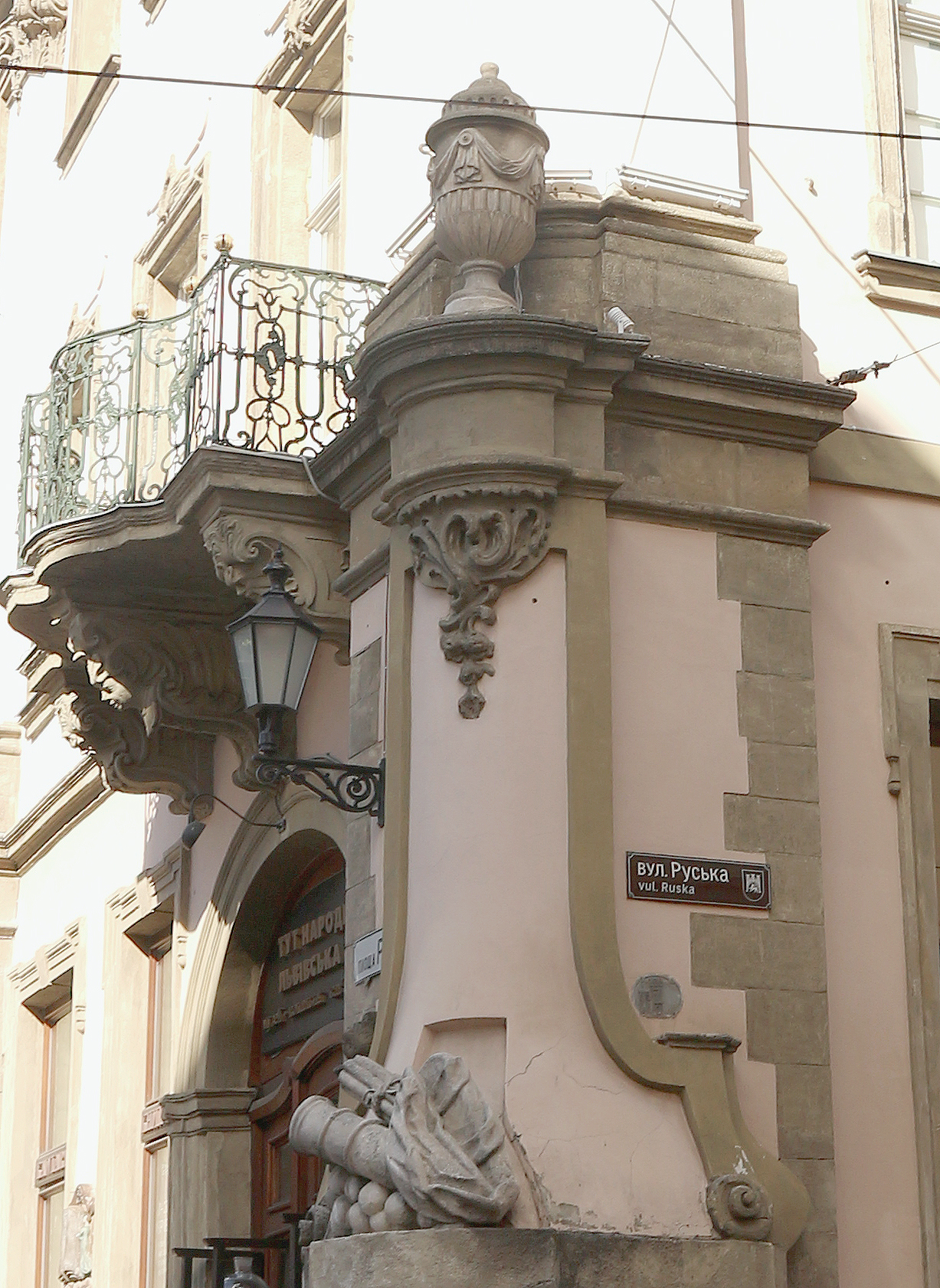
Détail de l'angle boulevard Rouska et place du marché.